# إدريس بن الحسن العلمي
إدريس بن الحسن العلمي (1925 م - 27 أغسطس 2007) كاتب وشاعر ولغوي مغربي معاصر، ولد سنة 1925 بمدينة القنيطرة (المغرب). اشتغل أخصائيا خبيرا في الترجمة والتعريب، ورئيسا لمصلحة التعريب في البداية (بالغرفة التجارية 1947 بالدار البيضاء)، ورئيسا لمصلحة التعريب بمكتب المراقبة والتصدير بنفس المدينة (منذ سنة 1956 إلى أن تقاعد عن العمل الرسمي في سنة 1984). وكان ممثلاً لفرع مكتب التعريب في الدار البيضاء. له عدة مؤلفات وعدة معاجم ودواوين شعرية منشورة. كان ملتزماً بالشعر التقليدي العروضي المقفى وبعلم العروض - انظر نبذة عن ترجمته في كتاب «الشعر الوطني المغربي في عهد الحماية» 1912-1956 لمؤلفه الدكتور إبراهيم السولامي الأستاذ المحاضر بكلية الآداب، والذي صدر عن مطبعة النجاح بالدار البيضاء 1974، نشر وتوزيع دار الثقافة وهي رسالة دكتوراة نوقشت بجامعة الجزائر في نوفمبر 1973).

## أصله ووالداه
1. نسبه: يرفع نسبه إلى السلالة العلمية المشيشية الإدريسية الحسنية الشريفة على هذا النحو: إدريس بن الحسن بن أحمد بن العلامة المشارك الطبيب والفلكي عبد السلام بن العلامة الفقيه محمد بن أحمد بن العربي بن أحمد بن أحمد (مكرر) بن عمر بن عبد القادر بن أحمد بن عمر بن عيسى بن عبد الوهاب (الأصغر) بن محمد بن إبراهيم بن يوسف بن عبد الوهاب (الأكبر) بن عبد الكريم بن محمد بن الولي الصالح القطب عبد السلام بن مشيش الشهير (المدفون بقنة جبل العلم وإليه ينتسب العلميون). وباقي النسب معروف ومرفوع إلى النبي ﷺ (انظر ترجمة عبد السلام بن مشيش).عبد السلام بن مشيش  .
2. والداه: أبوه هو الحسن بن أحمد بن عبد السلام بن محمد العلمي (الطبيب المذكور أعلاه)، وأمه وابنت عم والده هي زينب بنت إدريس بن عبد السلام بن محمد العلمي (الطبيب المشار إليه). وكان والده صاحب تجارة نافقة ب فاس قبل أن ينتقل بتجارته إلى مدينة سيدي قاسم وما لبث بها إلا قليلا قبل مولد إدريس بن الحسن العلمي، فانتقل منها إلى مدينة القنيطرة مسقط رأس المترجم له، وكانت في بداية نشأتها وسميت آنذاك «ميناء ليوطي» على اسم الجنرال ليوطي، الذي قاد الحملة العسكرية الاستعمارية الفرنسية على المغرب.

## اليتم المبكر
ولم ينعم الطفل إدريس بوالده طويلا، فيتم باكرا في سن السابعة من عمره وكان كبير إخوته (فاطمة وعمر) والثالث (الحسن سمي والده) تركه والده جنينا في بطن أمه زينب التي ترملت في سن 22 سنة لتسهر على تربية أولادها الأربعة. أجل فجع إدريس وأمه وإخوته بفقدان رب الأسرة على إثر حادثة سير. فنشأ إدريس بمعية إخوته وأمه في حضن قريب من أقاربه السيد الجيلالي بناني (أحد الوطنيين والوجهاء آنذاك بالقنيطرة ومن الموقعين على وثيقة 11 يناير 1944 المطالبة باستقلال المغرب).

## نبذة عن حياته
- شارك الشاعر في الحركة الوطنية إبان الاستعمار الفرنسي للمغرب بأشعاره الوطنية ونشاطه الأدبي، وبنشاطه السياسي الوطني الساعي لتحرير المغرب من قبضة الاستعمار. وزج به في السجن ضمن من اعتقل من الوطنيين (في أحداث ديسمبر 1952 ب الدار البيضاء على إثر مقتل الزعيم التونسي فرحات حشاد عند تضامن المغاربة مع الحركة الوطنية التحررية التونسية آنذاك). وكان كثير المشاركة في المباريات الشعرية التي تنظمها احتفالا بعيد العرش الوكالة المغربية للأسفار والإشهار على الصعيد الوطني في عهد الحماية المفروضة على المغرب أي الاستعمار الفرنسي.تاريخ المغرب.مبدأ الحماية للمغرب، وكانت تلك المناسبة بالنسبة للوطنيين المغاربة مناسبة مهمة لمناوءة المستعمر، وكان كثيرا ما يحصل فيها على الجائزة الأولى وتدور مواضيعها حول الكفاح الوطني. وفي نوفمبر من السنة 1951 نظم «نشيد العرش» و«نشيد ولي العهد» الذين لحنهما وغناهما الموسيقار الكبير آنذاك [أحمد البيضاوي]. وعند الاحتفال باستقلال المغرب بعد عودة الملك المحبوب محمد الخامس.محمد بن الحسن (الخامس) من منفاه نظم «نشيد النساء الوطنيات» على اللحن الموسيقي الذي وضعه وغناه الأستاذ الموسيقار العربي الكبير «[محمد عبد الوهاب].محمد عبد الوهاب»: «هذا صوت مصرنا الفتاة»، فطافت جموع النساء في شوارع الرباط ينشدنه إعرابا عن مشاركتهن في الاحتفال بإعلان استقلال المغرب.
- وكرس، الشاعر اللغوي المترجم له، حياته مدافعا عن اللغة العربية واشتغل بالتعريب و[الترجمة] طيلة حياته قبل أن يتقاعد وكان من رواد [حركة التعريب] المعاصرة بالمغرب (منذ السنة 1947). وكان خبيرا لغويا معجميا يتعاون مع مكتب تنسيق التعريب في العالم العربي الكائن منذ تأسيسه بالرباط. ويعد مع الأستاذ عبد العزيز بنعبد الله. (المدير آنذاك للمكتب المذكور والعضو [بآكاديمية المملكة المغربية]) ثاني اثنين في حركة التعريب المعاصرة في المغرب. ولقد أسسا معا [مجلة اللسان العربي]. الذائعة الصيت الصادرة عن مكتب تنسيق التعريب بالرباط وما زالت تصدر في مجلدات إلى يومنا. وساهم في الكتابة في جل أعدادها منذ العدد الأول الصادر السنة: 1964 إلى أن تُوفي، وذلك بما كان ينشره من مقالات وبحوث نقدية على الخصوص. وله سلسلة مقالات أبرز فيها ملاحظات على بعض المعاجم المنشورة، من بينها «مع المعجم الوسيط» الصادر عن [مجمع اللغة العربية بالقاهرة]. ولقد وفق المجمع المذكور بالأخذ بعين الاعتبار ملاحظاته الوجيهة المنشورة في [مجلة اللسان العربي] حول طبعات سالفة لـ المعجم الوسيط.معجم وسيط، فتدارك ذلك في طبعاته الحديثة.
- ومن بين أعماله في المصطلح والمعاجم التعريبية (الثلاثية المداخل: العربي – الفرنسي – الإنجليزي)، «معجم مهني لأعوان مكتب التسويق والتصدير» (في مجلدين) و«معجم المختزلات». ولقد صدر له: معجم المستدرك في التعريب. ومعجم الطحانة والخبازة والفرانة. ومعجم مصطلحات الرياضة البدنية. ومعجم مصطلحات السيارة. وكان اهتمام المجامع والمجالس العليا للعلوم بهذه المعاجم الأربعة، وإرسالها إلى المكتب الدائم للتعريب تقارير تتضمن تنويهات بشأنها، أول حافز للمكتب الدائم لبذل نشاط كبير لم يتوقف حتى الآن وتجلى في تحقيقه أعمال ومشاريع جليلة.
- ومن بين من نوه بأعماله ومعاجمه نؤثر بالذكر الأستاذ الكبير محمود تيمور العضو آنذاك في مجمع اللغة العربية بالقاهرة ومقرر «لجنة ألفاظ الحضارة» (نشر في [مجلة اللسان العربي] ج1 صفر 1384/ يونيو 1964) ولجن تعريبية متعددة أخرى (انظر [مجلة اللسان العربي]. ضمن العدد الأول على الخصوص).

وأحرز على تناويه خاصة من أعضاء [الآكاديمية المغربية] عند إصداره سلسلة كتبه التي تحمل عنوان «اللسان»، ومجموعة دواوينه الشعرية المنشورة تحت عنوان «نفحات».
- وتوصل بتنويه وإشادة خاصة من القصر الملكي (الكتابة الخاصة لصاحب الجلالة). وكان قبلها ممن أنعم عليه بالوسام الملكي (بتاريخ 19 مارس 1982 ويحمل خاتم وزير القصور الملكية والتشريفات والأوسمة عبد الحفيظ العلوي).
- ومما يجدر ذكره أنه أُسند للمترجم له مهمة الإشراف على مصلحة التعريب التابعة لإدارة الجمارك والضرائب غير المباشرة ب[الدار البيضاء]، فأنجز لها «معجم الجمارك».
- ورشحه المغرب للاضطلاع بترجمة الاتفاقية المبرمة ما بين المغرب و[منظمة السوق الأوربية المشتركة].فأنجز في مقر هذه المنظمة ببروكسل [الفرنسية] ترجمة الاتفاقية المذكورة بالتعاون مع الأستاذ [محمد الخطابي] عضو [آكاديمية المملكة المغربية].

## مؤلفاته ودواوينه الشعرية
ولما أقعده المرض المزمن ببيته تفرغ لنشر دواوينه الشعرية وعطائه الشعري الغزير والمتنوع المضامين، وتفرغ لجمع بعض مقالاته التعريبية واللغوية وتصنيف كتبه ونشر القديم والجديد منها.
- صدر له من الكتب (وجلها عن مطبعة النجاح الجديدة بالدار البيضاء):

1. - «في التعريب»: صدرت طبعته الأولى (2001)
2. «في اللغة»: صدرت طبعته الأولى (2001)
3. «في الاصطلاح»: صدرت طبعته الأولى (2002)
4. «مفاضلة لغوية بين لغة عدنان ولغة موليير»: صدرت طبعته الأولى (2004).

- من أعماله الشعرية: مجموعة دواوين تحت عنوان «[نفحات]».

ومن دواوينه الشعرية الخمسة المنشورة والمرقونة:
1. «في شعاب الحرية»: صدرت طبعته الأولى (1999)
2. «في رحاب الله»: صدرت طبعته الأولى (2001)
3. «مع أزهار الحياة»: صدرت طبعته الأولى (2000)
4. «الإسعاد»: صدرت طبعته الأولى (2002)
5. «على الدرب» (مرقون)
6. وعدة قصائد غير منشورة (ضمن ديوانه «سبيلي»).

- ومن مؤلفاته:

- «سفينة البحور الشعرية». (في العروض، تحت الطبع)
- «المعبر». (مذكرات عن السيرة الذاتية، تحت الطبع)
- «مع القلم» (متفرقات تناولت إبداعات أدبية نشرت في مجلات متفرقة – على الخصوص في «رسالة المغرب الأدبية» وبه نماذج من القصة القصيرة: اليتيم السعيد، شخصية فذة، الخوف (وهي ترجمة مقتبسة عن الكاتب القصاص الروائي الفرنسي الشهير كي دي موباسان La peur – Guy de Maupassant).[[Guy_de_Maupassant]،|والاتحاد بالعلم (ترجمة مقتبسة عن العالم الفرنسي ديدرو Par [Eugène Marcellin Berthelot]] [[:fr:Guy_de_Maupassant]،|[الفرنسية]]]. La solidarité par la science الخ... (مرقون للنشر).
- «مدخل لعلم أوزان اللغة العربية» (مرقون).
- «مدخل لتعريب الطب» (مرقون).
- وله كذلك كتبا مترجمة:

من العربية إلى الفرنسية:
- «آمنت بربكم فاسمعون» (وهي قصة إسلام الأمريكية إيملي برامليت) (صدرت طبعته الثانية بالفرنسية في السنة 2003).
- وكتاب «التبرج» (نعمة صدقي) بعنوان (Le sex-appel).
- كتاب «الأحاديث النبوية في الإيمان» (L’Islam par son Prophète – le livre de la foi).
ومن الفرنسية إلى العربية:
- «كتاب الإسلام والثقافة الطبية» للدكتور أمل العلمي، وهي رسالة الدكتوراة نوقشت بالرباط في 17 مارس 1979. (صدرت الطبعة الأولى في السنة 1983 عن دار النشر العصرية بالدار البيضاء).

## سيرته وملامح شخصيته
عاش إدريس العلمي حياته ملتزما، متمسكا بدينه لا تأخذه لومة لائم في ذلك. فكان على الدوام يراقب ربه في سره وعلنه. وكان يحمل بين جنبيه هما مقيما لشأن الأمة ومستقبلها، متأثرا بما يداهمها من كوارث وجوائح وأزمات وحروب، فتأثر شعره بذلك وجادت قريحته بقصائد تُدَوّن لتلك الأحداث (ديوان «في شعاب الحرية»، وقصائد جاءت بعد نشره) وكان آخر عطائه في هذا الشأن تمجيده لانتصار المقاومة بلبنان بقصيدة في حق بطل المقاومة لم تنشر.
أما عن سمات شخصيته، فلعل أبرز شيء يلمسه كل من عرفه هو الجد في كل شيء فلا يكاد المزاح يلقى سبيلا إليه. وكان صادق الطوية مخلصا لدينه ووطنه وملكه. وكان كريما، مضيافا، جوادا، معطاء، يوثر على نفسه ولو كانت به خصاصة.

## وفاته
أدركت إدريس بن الحسن العلمي المنية ب فاس. وكانت وفاته في صبيحة يوم الإثنين (على الساعة العاشرة والنصف) من يوم 14 شعبان 1428 هـ الموافق 27 أغسطس 2007 عن سن 82 سنة (بالتقويم الميلادي). وتم دفنه بفاس بعد الصلاة عليه.
وقد عاصر في مدة حياته حكم ثلاثة ملوك على المغرب: 1) محمد الخامس بن يوسف، 2) الحسن الثاني بن محمد، 3) محمد السادس بن الحسن.
وخص شاعرنا كل واحد منهم بقصائد مدح منشورة في دواوينه الشعرية...

## قيل في حقه
- من بين من كتب عنه منوها وذاكرا موقفا من مواقفه النبيلة، الشيخ الدكتور عبد السلام الهراس (أستاذ اللغة العربية وشخصية مغربية مرموقة وغنية عن التعريف) في مناسبة إعلان خبر وفاته في جريدة المحجة الصادرة بالمغرب (عدد 282 / 3 رمضان 1428): «... كان رجلا مجاهدا في ميدان بيان محاسن الإسلام وعظمة اللغة العربية، وقد ناضل للدفاع عن هذه اللغة، فألف وترجم كتبا نفيسة في هذا الميدان، كما أنتج شعرا في الوطنية والعروبة والإسلام. ومما يذكر له من مواقفه الشريفة أنه عندما كان رئيسا لمصلحة التعريب والترجمة في مكتب التسويق والتصدير المغربي، استلم مطبوعا ليترجمه إلى العربية وكان يتعلق بنص يحث المغاربة على شراء الخمور المغربية (وكانت بائرة إذاك في السوق الأوربية التي أرجعتها للمكتب المذكور)، فرفض أن يترجم هذا النص الحرام رفضا عنيفا وقال لهم:» أنا لا أترجم ما يتعلق بالحرام«. إن أمثال هؤلاء الأبطال يموتون دون أن يشعر بهم أحد، ولكنهم ذووا مكانة ومنزلة مرموقة عند ربهم (وما كان ربك نسيا)...».
- وكتب في حقه ضمن مراسلة خاصة فضيلة البروفسور عبد اللطيف بربيش (أمين السر الدائم - آكاديمية المملكة المغربية): "... لقد أسعدني كثيرا أن أتوصل بآخر أعمال والدكم تحت عنوان "في الاصطلاح" بعد أن قمتم بجمعه وإخراجه وتقديمه دليل وفاء وبرّ من ولد لوالده. وإني لعلى يقين أن هذا الكتاب الجديد سيسهم بحظ وافر في ضبط عدد من المفاهيم الغامضة وسيفتح المجال أمام الباحثين لطرق موضوعات تخدم في العمق اللسان العربي نحواً ولغة، وتفضلوا حضرة الزميل، بقبول صادق عبارات التقدير. (آكاديمية المملكة المغربية- عدد 190/أ.س.د.الرباط 17 ماي 2002)

## للمزيد من الاطلاع
- الدكتور إبراهيم السولامي.
- الشعر الوطني المغربي في عهد الحماية.
- أعداد مجلة اللسان العربي الصادرة عن مكتب التعريب بالرباط.
- موقع على شبكة الأنترنت للمترجم له [الفصحى].

## وصلات خارجية
- إدريس بن الحسن العلمي على موقع أرشيف الشارخ.
- https://web.archive.org/web/20080726022442/http://www.alfosha.net/ (موقع إدريس بن الحسن العلمي على شبكة الأنترنت)
- https://web.archive.org/web/20190526195008/http://www.arabicacademy.org.eg/ (مجمع اللغة العربية بالقاهرة)
- http://www.islam-maroc.ma/ar/detail.aspx?id=1787&z=228 (عبد العزيز بنعبد الله)
- https://web.archive.org/web/20011117224836/http://www.arabization.org.ma/majalla1.asp (مجلة اللسان العربي)
- http://arabswata.org/site/researches/researches.html (موقع: المترجمون العرب)
- http://arabswata.org/site/researches/41.html (موقع: المترجمون العرب)
- http://arabswata.org/site/researches/40.html (موقع: المترجمون العرب)
- http://arabswata.org/site/researches/37.html (موقع: المترجمون العرب)
- http://arabswata.org/site/researches/2.html (موقع: المترجمون العرب)